# 茅ヶ崎市立第一中学校
茅ヶ崎市立第一中学校（ちがさきしりつ だいいちちゅうがっこう）は、神奈川県茅ヶ崎市東海岸南にある公立中学校。通称は「一中」（いっちゅう）。

## 概要
茅ヶ崎町立第一中学校として創立される（鶴嶺中学校が第二中学校、松林中学校が第三中学校として同時期に開校した）。

## 沿革
（沿革節の主要な出典は公式サイト）
- 1947年（昭和22年）
  - 5月1日 : 茅ヶ崎町立第一中学校として創立。
  - 5月5日 : 開校。
  - 7月18日 : 校章制定。
  - 10月1日 : 茅ヶ崎町が市制施行し茅ヶ崎市となったため、茅ヶ崎市立第一中学校に改称。
- 1948年4月4日 : 東京計器茅ヶ崎分工場（現・そよら湘南茅ヶ崎）の一部を仮校舎として移転。
- 1949年3月31日 : 茅ヶ崎中学校廃校校舎に分校設置。
- 1950年2月21日 : 校歌制定（前田鉄之助作詞、箕作秋吉作曲）。
- 1951年12月20日 : 現校地で新校舎竣工式を挙行（木造平屋建本館1棟・教室5棟）。分校廃止。
- 1952年1月20日 : 新校舎落成祝賀会挙行。この日を開校記念日とした。

### 歴代学校長
（歴代学校長の主要な出典は公式サイト）
|            | 氏名        | 着任         | 離任          | 転任先 |
| ---------- | ----------- | ------------ | ------------- | ------ |
| 初代       | 玉橋 又平   | 1947年5月1日 | 1948年8月31日 |        |
| 第二代     | 熊沢 忠夫   | 1948年9月1日 | 1954年3月31日 |        |
| 第三代     | 守谷 大輔   | 1954年4月1日 | 1962年8月31日 |        |
| 第四代     | 伊澤 学     | 1962年9月1日 | 1966年9月2日  |        |
| 第五代     | 鈴木 正雄   | 1966年9月2日 | 1968年3月31日 |        |
| 第六代     | 磯崎 潔     | 1968年4月1日 | 1972年8月31日 |        |
| 第七代     | 渡辺 三郎   | 1972年9月1日 | 1974年8月31日 |        |
| 第八代     | 岩壁 正雄   | 1974年9月1日 | 1977年8月31日 |        |
| 第九代     | 関 治郎     | 1977年9月1日 | 1982年8月31日 |        |
| 第十代     | 鐘ヶ江 宣哉 | 1982年9月1日 | 1985年3月31日 |        |
| 第十一代   | 端山 昭夫   | 1985年4月1日 | 1987年3月31日 |        |
| 第十二代   | 島田 裕司   | 1987年4月1日 | 1991年3月31日 |        |
| 第十三代   | 小澤 一二三 | 1991年4月1日 | 1996年3月31日 |        |
| 第十四代   | 藤井 孝     | 1996年4月1日 | 1998年3月31日 | 退任   |
| 第十五代   | 岩元 豊     | 1998年4月1日 | 2002年3月31日 | 退任   |
| 第十六代   | 鶴園 二郎   | 2002年4月1日 | 2006年3月31日 | 退任   |
| 第十七代   | 中野 正一   | 2006年4月1日 | 2008年3月31日 | 退任   |
| 第十八代   | 須田 省一   | 2008年4月1日 | 2011年3月31日 | 退任   |
| 第十九代   | 杉崎 清     | 2011年4月1日 | 2013年3月31日 | 退任   |
| 第二十代   | 石井 延幸   | 2013年4月1日 | 2017年3月31日 | 退任   |
| 第二十一代 | 古郡 隆文   | 2017年4月1日 | 2020年3月31日 | 退任   |
| 第二十二代 | 三瓶 信哉   | 2020年4月1日 | 2022年3月31日 | 退任   |
| 第二十三代 | 原田 和子   | 2022年4月1日 | 2024年3月31日 | 退任   |
| 第二十四代 | 南雲 務     | 2024年4月1日 | 現任          | 現任   |

## 学校行事
（学校行事の主要な出典は公式サイト）
| - 4月 : 着任式・始業式・入学式・身体計測・内科検診・耳鼻科検診・懇談会・全国学力・学習状況調査・個別面談 - 5月 : 3年生修学旅行・尿検査・眼科検診・体育祭 - 6月 : 生徒総会・前期中間試験・2年野外体験学習・歯科検診・教育相談・合同引き取り下校訓練・地区総合体育大会・1年校外学習 - 7月 : 地区総合体育大会・授業参観・懇談会 - 8月 : - 9月 : 前期期末試験・生徒会立会演説会・選挙 | - 10月 : 合唱祭・学校へ行こう週間・前期終業式・後期始業式・生徒会役員認証式・個別面談 - 11月 : 3年後期中間試験・教育相談・2年職場体験学習・2年救命救急講座 - 12月 : 3年個別面談・1・2年後期中間試験 - 1月 : 新入生保護者説明会・開校記念日（20日）・3年後期期末試験 - 2月 : 1・2年・I組授業参観・懇談会・1・2年後期期末試験 - 3月 : 卒業式・小学生中学校訪問・修了式・離任式 |

## 部活動
（部活動の主要な出典は公式サイト）
| - 野球 - サッカー - ソフトボール（女子） - 陸上 - ソフトテニス - 剣道 - バスケットボール - 卓球 - バレーボール（女子） | - 吹奏楽 - 美術 - 書道 - 将棋 - 読書 - 演劇 |

## 通学区域
(通学区域の出典は茅ヶ崎市公式サイト)
| 町名     | 丁目   | 番地 |
| -------- | ------ | ---- |
| 東海岸北 | 一丁目 | 全域 |
| 東海岸北 | 二丁目 | 全域 |
| 東海岸北 | 三丁目 | 全域 |
| 東海岸北 | 四丁目 | 全域 |
| 東海岸北 | 五丁目 | 全域 |
| 東海岸南 | 一丁目 | 全域 |
| 東海岸南 | 二丁目 | 全域 |
| 東海岸南 | 三丁目 | 全域 |
| 東海岸南 | 四丁目 | 全域 |
| 東海岸南 | 五丁目 | 全域 |
| 東海岸南 | 六丁目 | 全域 |
| 中海岸   | 一丁目 | 全域 |
| 中海岸   | 二丁目 | 全域 |
| 中海岸   | 三丁目 | 全域 |
| 中海岸   | 四丁目 | 全域 |
| 共恵     | 一丁目 | 全域 |
| 共恵     | 二丁目 | 全域 |

### 進学前小学校
- 茅ヶ崎市立東海岸小学校
- 茅ヶ崎市立茅ヶ崎小学校

## 著名な卒業生
- 加山雄三（俳優、歌手、タレント）
- 尾崎紀世彦（歌手）
- かしわ哲（歌手・著述業）
- 桑田佳祐（サザンオールスターズ）
- 杉本哲太（俳優）
- 舘神龍彦（手帳評論家）[6]
- 松田詩野（サーファー)
- 橋本将生（timelesz）